# Records des Lakers de Los Angeles
Cette page liste les records de l'équipe et des joueurs des Lakers de Los Angeles depuis leur création en 1947.

## Records individuels en saison régulière
Légende: En gras : joueurs encore en activité en NBA.

### En carrière
| Statistique             | Joueur              | Record |
| ----------------------- | ------------------- | ------ |
| Matchs joués            | Kobe Bryant         | 1 346  |
| Points                  | Kobe Bryant         | 33 643 |
| Passes décisives        | Magic Johnson       | 10 136 |
| Interceptions           | Kobe Bryant         | 1 944  |
| Total de rebonds        | Elgin Baylor        | 11 463 |
| Contres                 | Kareem Abdul-Jabbar | 2 694  |
| Tirs marqués            | Kobe Bryant         | 11 719 |
| 3 points inscrits       | Kobe Bryant         | 1 827  |
| Lancers francs inscrits | Kobe Bryant         | 8 378  |
| Pertes de balles        | Kobe Bryant         | 4 010  |

### Sur un match
| Statistique                | Joueur                                               | Record | Date                                                                                           |
| -------------------------- | ---------------------------------------------------- | ------ | ---------------------------------------------------------------------------------------------- |
| Minutes                    | Norm Nixon                                           | 64     | 29 janvier 1980                                                                                |
| Points                     | Kobe Bryant                                          | 81     | 22 janvier 2006                                                                                |
| Paniers marqués            | Wilt Chamberlain                                     | 29     | 9 février 1969                                                                                 |
| Paniers tentés             | Elgin Baylor                                         | 55     | 8 décembre 1961                                                                                |
| Paniers à 3 points réussis | Kobe Bryant                                          | 12     | 7 janvier 2003                                                                                 |
| Paniers à 3 points tentés  | Kobe Bryant                                          | 21     | 13 avril 2016                                                                                  |
| Lancers francs réussis     | Anthony Davis                                        | 26     | 29 octobre 2019                                                                                |
| Lancers francs tentés      | Dwight Howard                                        | 39     | 12 mars 2013                                                                                   |
| Rebonds défensifs          | Kareem Abdul-Jabbar                                  | 29     | 14 décembre 1975                                                                               |
| Rebonds offensifs          | Shaquille O'Neal                                     | 14     | 15 mars 2004                                                                                   |
| Total rebonds              | Wilt Chamberlain                                     | 42     | 7 mars 1969                                                                                    |
| Passes décisives           | Magic Johnson                                        | 24     | 17 novembre 1989 9 janvier 1990                                                                |
| Interceptions              | Jerry West                                           | 10     | 7 décembre 1973                                                                                |
| Contres                    | Elmore Smith                                         | 17     | 28 octobre 1973                                                                                |
| Balles perdues             | Jamaal Wilkes Magic Johnson Kobe Bryant LeBron James | 11     | 10 décembre 1978 21 octobre 1980 11 février 1986 15 avril 1991 31 janvier 2008 20 février 2025 |

## Records individuels en playoffs

### En carrière
| Statistique             | Joueur              | Record |
| ----------------------- | ------------------- | ------ |
| Matchs joués            | Kobe Bryant         | 220    |
| Points                  | Kobe Bryant         | 5 640  |
| Passes décisives        | Magic Johnson       | 2 346  |
| Interceptions           | Magic Johnson       | 358    |
| Total de rebonds        | Wilt Chamberlain    | 1 783  |
| Contres                 | Kareem Abdul-Jabbar | 437    |
| Tirs marqués            | Kobe Bryant         | 2 014  |
| 3 points inscrits       | Kobe Bryant         | 292    |
| Lancers francs inscrits | Kobe Bryant         | 1 320  |
| Pertes de balles        | Magic Johnson       | 696    |

### Sur un match
| Statistique                | Joueur                                      | Record | Date                                |
| -------------------------- | ------------------------------------------- | ------ | ----------------------------------- |
| Minutes jouées             | Nick Van Exel                               | 53     | 16 mai 1995                         |
| Points                     | Elgin Baylor                                | 61     | 14 avril 1962                       |
| Paniers marqués            | Elgin Baylor                                | 22     | 14 avril 1962                       |
| Paniers tentés             | Elgin Baylor                                | 46     | 14 avril 1962                       |
| Lancers francs réussis     | Kobe Bryant                                 | 21     | 4 mai 2008                          |
| Lancers francs tentés      | Shaquille O'Neal                            | 39     | 9 juin 2000                         |
| Paniers à 3 points réussis | Nick Van Exel Robert Horry D'Angelo Russell | 7      | 4 mai 1995 6 mai 1997 22 avril 2024 |
| Paniers à 3 points tentés  | Nick Van Exel                               | 13     | 4 mai 1995                          |
| Rebonds défensifs          | Anthony Davis                               | 20     | 27 avril 2024                       |
| Rebonds offensifs          | Shaquille O'Neal Pau Gasol                  | 11     | 6 mai 2001 12 mai 2012              |
| Total rebonds              | Wilt Chamberlain                            | 33     | 4 avril 1971                        |
| Passes décisives           | Magic Johnson                               | 24     | 15 mai 1984                         |
| Interceptions              | Magic Johnson Byron Scott                   | 7      | 24 avril 1983 10 mai 1991           |
| Contres                    | Andrew Bynum                                | 10     | 29 avril 2012                       |
| Balles perdues             | Magic Johnson                               | 10     | 14 mai 1980                         |

## Records de la franchise

### Sur une saison
| Statistique                    | Record | Moyenne par match          | Saison    |
| ------------------------------ | ------ | -------------------------- | --------- |
| Points marqués                 | 9 937  | 121,2 points / match       | 1967-1968 |
| Rebonds                        | 5 816  | 73,6 rebonds / match       | 1960-1961 |
| Passes décisives               | 2 575  | 31,4 passes / match        | 1984-1985 |
| Interceptions                  | 848    | 10,3 interceptions / match | 1981-1982 |
| Contres                        | 653    | 8 contres / match          | 1973-1974 |
| Tirs marqués                   | 3 964  | 48,3 tirs / match          | 1982-1983 |
| Tirs tentés                    | 8 466  | 104,5 tirs / match         | 1966-1967 |
| Pourcentage au tir             | 54,5%  | /                          | 1984-1985 |
| 3 points marqués               | 1 092  | 13,3 tirs / match          | 2024-2025 |
| 3 points tentés                | 2 981  | 36,3 tirs / match          | 2024-2025 |
| Pourcentage à 3 points         | 38,1%  | /                          | 2013-2014 |
| Lancers francs marqués         | 2 378  | 29,7 tirs / match          | 1961-1962 |
| Lancers francs tentés          | 3 240  | 40,5 tirs / match          | 1961-1962 |
| Pourcentage aux lancers francs | 80,2%  | /                          | 1988-1989 |
| Pertes de balles               | 1 913  | 23,3 pertes / match        | 1973-1974 |